# 马力欧派对2
《瑪利歐派對2》（中国大陆又译作）是一款由Hudson Soft公司制作、任天堂发行的聚会类电子游戏。本游戏于1999年12月17日在日本地区任天堂64发行。
《瑪利歐派對2》中共有65个迷你游戏。在本游戏中，角色们身着服装。本游戏具有6个新的模式。
《瑪利歐派對2》收到大部分正面评价。《GameSpot》给予本游戏7.8/10的分数。